# یانیس بارکا
یانیس بارکا (انگلیسی: Yanis Barka؛ زادهٔ ۱۸ آوریل ۱۹۹۸) بازیکن فوتبال اهل فرانسه است که در پست مهاجم بازی می‌کند.
از باشگاه‌هایی که در آن بازی کرده‌است می‌توان به باشگاه فوتبال نانسی اشاره کرد.
وی همچنین در تیم ملی فوتبال زیر ۱۹ سال فرانسه بازی کرده‌است.